# Syndrome de Saethre-Chotzen
Le syndrome de Saethre-Chotzen classique est une maladie génétique du groupe des craniosténoses. Elle associe une déformation du visage en rapport avec une soudure uni ou bilatérale précoce des sutures coronales avec une asymétrie faciale (surtout en cas de soudure unilatérale), un ptosis et des anomalies des oreilles: petit pavillon de l'oreille, et hélix supérieure ou inférieure proéminente. Il existe souvent une fusion des doigts ou syndactylie entre l'index et le majeur; une duplication de l'hallux. Une perte de l'audition mixte est rare mais significative dans le cadre de ce syndrome.

Le développement intellectuel est le plus souvent normal.

Les autres signes décrits sont une petite taille, une fusion des deux os de l'avant-bras radius et cubitus, une fente du palais et des malformations cardiaques.
Bien que le phénotype de cette maladie génétique sont très large, le diagnostic de cette pathologie est d'abord clinique sur la présence de quatre signes principaux :
- une craniosynostose ou une forme anormale du crâne évoquant une craniosynostose ;
- une implantation basse des cheveux sur le front, un ptosis ou un visage asymétrique ;
- des petites oreilles proéminentes ;
- des anomalies des membres principalement des doigts courts (brachydactylies), fusion cutanée des deuxième et troisième doigt, déviation du gros orteil en dedans (hallux valgus).

La mutation du gène TWIST est retrouvée par séquençage dans plus de 50 % des cas.

## Sources
- (en) Online Mendelian Inheritance in Man, OMIM (TM). Johns Hopkins University, Baltimore, MD. MIM Number: 101400
- (en) GeneTests: Medical Genetics Information Resource (database online). Copyright, University of Washington, Seattle. 1993-2005